# Antipróton
O antiprotão (português europeu) ou antipróton (português brasileiro) é a antipartícula do próton. Diferencia-se do próton por ser negativo ("próton negativo"), não fazendo parte do núcleo atômico. O antipróton é estável, e no vácuo não se desintegra espontaneamente. No entanto, quando um antipróton se choca no átomo de carbono com um próton, ambas as partículas são transformadas em mésons, cuja média de vida é extremamente curta (ver Radioatividade). Embora a existência desta partícula elementar tenha ocorrido pela primeira vez na década de 1930, o antipróton só foi identificado em 1955, no laboratório de radiação da Universidade da Califórnia por Emilio Segre e Owen Chamberlain, razão pela qual foram premiados com o Prêmio Nobel de Física em 1959.